# Rebecca Lobo
Rebecca Rose Lobo-Rushin (ur. 6 października 1973 w Hartford) – amerykańska koszykarka występująca na pozycji środkowej, mistrzyni olimpijska, członkini Galerii Sław Żeńskiej Koszykówki, obecnie reporterka oraz analityczka spotkań koszykarskich w stacji ESPN.

## Osiągnięcia
Na podstawie, o ile nie zaznaczono inaczej.
NCAA
- Mistrzyni:
  - NCAA (1995)
  - turnieju konferencji Big East (1994, 1995)
  - sezonu regularnego konferencji Big East (1994, 1995)
- Uczestniczka rozgrywek:
  - Elite Eight turnieju NCAA (1994, 1995)
  - turnieju NCAA (1992–1995)
- Zawodniczka Roku:
  - NCAA:
    - im. Naismitha (1995)[3]
    - według USBWA (1995)

  - Konferencji Big East (1994, 1995)
  - Wade Trophy (1995)
  - Honda Sports Award (1994, 1995)
  - Honda-Broderick Cup (1994)
- Most Outstanding Player (MOP=MVP) turnieju finałowego NCAA (1995)
- Laureatka:
  - NCAA Woman of the Year (1995)
  - ESPY Award–Outstanding Female Athlete (1995)
  - AP Female Athlete of the Year (1995)
  - Women's Sports Foundation–Sportswoman of the Year (1995)
- Zaliczana do:
  - składu All-American (1994, 1995)
- Liderka wszech czasów drużyny Connecticut Huskies w liczbie zbiórek (1268) oraz bloków (396).

Drużynowe
- Wicemistrzyni WNBA (1997, 1999, 2000)

Indywidualne
- Uczestniczka meczu gwiazd WNBA (1999)
- Wybrana do:
  - II składu WNBA (1997)
  - Żeńskiej Galerii Sław Koszykówki (2010)
  - Galerii Sław Sportu stanu Connecticut (2016)
  - New York Liberty Ring of Honor (2011)
  - Koszykarskiej Galerii Sław im. Jamesa Naismitha (2017)[4]
- Jedna z kandydatek do WNBA All-Decade Team (2006)

Reprezentacja
- Mistrzyni olimpijska (1996)
- Wicemistrzyni Ameryki U–18 (1992)[5]
- Uczestniczka mistrzostw świata U–19 (1993 – 7. miejsce)